# فنوکسی‌متیل‌پنی‌سیلین
فنوکسی‌متیل‌پنی‌سیلین (انگلیسی: Phenoxymethylpenicillin) که با نام پنی‌سیلین وی(penicillin V)، پنی‌سیلین وی کی(penicillin VK) یک آنتی بیوتیک خوراکی از دسته پنی سیلین ها است که جهت درمان بیماری های ناشی از باکتری های بیماری‌زا استفاده می شود. این دارو به طور ویژه در درمان گلودرد استرپتوکوکی، عفونت گوش میانی و سلولیت (عفونت بافت) کاربرد دارد.
این دارو به طور نسبی در دوران بارداری ایمن تشخیص داده شده است.

## عوارض جانبی
عوارض جانبی این دارو شامل: اسهال، تهوع و واکنش های آلرژیک شامل آنافیلاکسی است.